# 란세리아 국제공항
란세리아 국제공항(영어: Lanseria International Airport, IATA: HLA, ICAO: FALA)은 요하네스버그 서쪽에 위치한 공항으로 보츠와나를 잇는 국제선 노선과 남아프리카공화국을 잇는 국내선 노선을 운항하고 있다. 이 곳은 남아프리카 국립 항공 공사 본사가 위치해 있다.

## 운항 노선
| 항공사        | 목적지           |
| ------------- | ---------------- |
| 쿨룰라 에어   | 케이프타운, 더반 |
| 플라이 사페어 | 케이프타운, 더반 |